# 문정현 (농구 선수)
문정현(2001년 7월 30일 ~ )은 대한민국의 농구 선수이다. 한국프로농구(KBL) 수원 KT 소닉붐 소속으로 포지션은 스몰 포워드, 파워 포워드이다.

## 경력
2023년 9월에 열린  KBL 국내신입선수 선발회에서 1라운드 전체 1순위로 수원 KT 소닉붐에 지명되었다.